# Сугаш (село)
Сугаш (алт. Сугаш) — село в Талдинском сельском поселении Усть-Коксинского района Республики Алтай России.

## География
Расположено в приграничной территории юго-западной части Республики Алтай в горно-степной зоне и находится у реки Сугаш и Камдыт.
Уличная сеть состоит из семи географических объектов:
ул. Владимира Самаева, ул. Заря Алтая, ул. Кызыл-Тыт, ул. Лазаря Кокышева, ул. Лесная, ул. Новая, ул. Новый путь, ул. Орджоникидзе, ул. Трактовая, ул. Учительская

## Население
| 2010 | 2011 | 2012 | 2013 | 2014 | 2015 |
| ---- | ---- | ---- | ---- | ---- | ---- |
| 576  | ↗577 | ↘549 | ↘544 | ↘537 | ↗540 |
| 2016 |      |      |      |      |      |
| ↘521 |      |      |      |      |      |

Национальный состав
Согласно результатам переписи 2002 года, в национальной структуре населения алтайцы составляли 97 % от общей численности населения в 594 жителей

## Инфраструктура
Личное подсобное хозяйство. Животноводство.

## Транспорт
Находится на автодороге регионального значения «Иня — Усть-Кокса — Усть-Кан — Туекта» (Постановление Правительства Республики Алтай от 21.06.2012 № 20-36 «О перечне наименований населенных пунктов, пересекаемых рек, ручьев, расположенных на территории Республики Алтай вдоль трасс автомобильных дорог общего пользования, на алтайском языке»), «Черга — Беш-Озек -
Усть-Кан — Талда — Карагай — граница Казахстана с подъездом Талда — Тюнгур (Природный парк „Белуха“)» (идентификационный номер 84К-121) (Постановление Правительства Республики Алтай от 12.04.2018 N 107 «Об утверждении Перечня автомобильных дорог общего пользования регионального значения Республики Алтай и признании утратившими силу некоторых постановлений Правительства Республики Алтай»).
Просёлочные дороги.